# Pentax K-70
La Pentax K-70 è una fotocamera DSLR a 24.24 megapixel in formato APS-C. Ne è stato annunciato il lancio sul mercato da Ricoh l'8 giugno 2016. Per caratteristiche tecniche la K-70 si colloca in diretta concorrenza con il modello già presente sul mercato K-3II.
la K-70 è la prima reflex di casa Pentax ad essere dotata di un sistema di messa a fuoco ibrido fase/contrasto sul sensore. Monta il processore d'immagine PRIME MII che permette di scattare a 14-bit fino alla sensibilità massima di 102.400 ISO. È corredata di mirino pentaprisma in vetro con copertura del 100% del campo inquadrato, caratteristica non sempre riscontrabile macchine reflex APS-C.
Come i suoi predecessori K-50 e K-S2, la Pentax K-70 ha il corpo tropicalizzato risultando resistente a polvere e condizioni climatiche avverse mantenendosi operativa fino a -10 °C. Il sistema di AF monta il nuovo modulo SAFOX X ad 11 punti, di cui 9 a croce. La K-70 inoltre monta il sistema SR (Shake Reduction) utilizzato anche su precedenti modelli ed include la modalità di ripresa Pixel Shift Resolution System. Il peso del corpo macchina, compreso di batteria, è di 688g.
La Pentax K-70 offre tempi di scatto fino a 1/6000 e raffica fino a 6 fotogrammi al secondo. In ambito video offre supporto al formato Full HD (1920 x 1080 pixel; 60i / 30p frame rate con codifica H.264). Altre caratteristiche degne di nota sono il display orientabile con risoluzione di circa 921.800 punti, il flash pop-up GN 12 e la connettività Wi-Fi con controllo remoto. Le connessioni disponibili sono USB 2.0, mini-HDMI e l'ingresso per microfono esterno. La fotocamera pesa circa 688 grammi.

## Caratteristiche tecniche
- LCD orientabile con impostazioni Outdoor View e Night Vision
- Sensore CMOS di formato APS-C da 24 MP
- Sensibilità ISO fino a 102.400
- Livella elettronica con correzione automatica orizzonte
- Funzione Shake Reduction
- Pixel Shift Resolution con Motion Correction

## Accessori
- Unità GPS O-GPS1
- Controllo remoto impermeabile O-RC1
- Flash automatico dedicato AF540FGZ II
- Kit ricarica batteria K-BC109
- Batteria ricaricabile agli ioni di litio D-LI109